# Élections municipales de 2014 à Rouen
Pour un article plus général, voir Élections municipales de 2014 en Seine-Maritime.
Les élections municipales ont eu lieu les 23 et 30 mars 2014 à Rouen. Elles sont remportées, à l'issue du second tour, par la coalition de gauche menée par le maire sortant de la ville, Yvon Robert (PS), réélu à son poste le 5 avril 2014 par le nouveau conseil municipal.
Ces élections sont marquées par le résultat obtenu par la droite qui, sous les couleurs de l'UMP, parvient à dépasser le centre, relégué à la troisième place à l'issue du premier tour, lui-même talonné par la liste présentée par le Front national. Malgré une offre électorale plurielle s'étendant de la gauche à la droite en passant par les extrêmes, le taux de participation aura néanmoins été assez faible pour ces élections locales, puisqu'un peu plus d'un électeur sur deux s'est déplacé pour voter aux deux tours successifs.

## Mode de scrutin
Le mode de scrutin à Rouen est celui des villes de plus de 1 000 habitants : la liste arrivée en tête obtient la moitié des 55 sièges du conseil municipal. Le reste est réparti à la proportionnelle entre toutes les listes ayant obtenu au moins 5 % des suffrages exprimés. Un deuxième tour est organisé si aucune liste n'atteint la majorité absolue et au moins 25 % des inscrits au premier tour. Seules les listes ayant obtenu aux moins 10 % des suffrages exprimés peuvent s'y présenter. Les listes ayant obtenu au moins 5 % des suffrages exprimés peuvent fusionner avec une liste présente au second tour.

## Contexte
Alors que les élections municipales de 2008 avaient vu la victoire d'une liste d'union de la Gauche, emmenée par la socialiste Valérie Fourneyron et regroupant socialistes, écologistes et communistes, dès le premier tour face à une liste d'union du centre et de la droite emmenée par le maire sortant Pierre Albertini, les différentes sensibilités politiques se présentent cette année sur des listes distinctes.
À gauche, Yvon Robert (maire de 1995 à 2001 puis de 2012 à 2014) n'a pas réussi à faire ce que sa prédécesseure Valérie Fourneyron avait réussi en 2008, l'union de la gauche au premier tour, puisque deux listes de gauche seront présentes au premier tour, ainsi que trois d'extrême-gauche. Ceci s'explique par la volonté d'Europe Écologie les Verts de se compter au premier tour. Sont donc présentes :
- une liste emmenée par le maire sortant Yvon Robert soutenue par le PS, le PCF[2] et le PRG
- une liste emmenée par Jean-Michel Bérégovoy, composée à parité de citoyens non encartés et soutenue par EÉLV
- une liste emmenée par Raphaëlle Brangier, soutenue par le Parti de gauche et Ensemble, membres du Front de gauche

Comme en 2008, deux autres listes seront présentes à la gauche de la gauche.
- une liste emmenée par Frédéric Podguszer (LO)
- une liste emmenée par Clément Lefèvre (NPA)

À droite, après avoir cherché à faire liste commune, l'UDI et l'UMP qui revendiquaient toutes deux de conduire cette liste d'Union de la droite et du centre ont finalement décidé de présenter deux listes séparées. Sont donc présentes :
- une liste emmenée par l'UMP Jean-François Bures, soutenue par l'UMP et le MoDem
- une liste emmenée par l'UDI Patrick Chabert, soutenue par l'UDI

À l'extrême droite, contrairement à 2008, le FN présentera une liste emmenée par Guillaume Pennelle.

### Contexte électoral
Les différentes élections intermédiaires (européennes, nationales, régionales et cantonales) ont confirmé un ancrage de la ville à gauche. Néanmoins, le retrait de Valérie Fourneyron ainsi que le contexte national, défavorable à la majorité socialiste, nuancent cet ancrage.
Un sondage Ipsos-Steria commandé par France 3 Haute-Normandie et France Bleu Haute-Normandie, publié le 18 mars 2013, place le maire sortant de Rouen en tête des intentions de vote au 1er tour avec 38 % de suffrages. Arriverait en deuxième position la liste de Jean-François Bures avec 23 %. La liste de Jean-Michel Bérégovoy serait troisième avec 12 %.
- Élection présidentielle de 2012[5] : 59,42 % pour François Hollande (PS), 40,58 % pour Nicolas Sarkozy (UMP), 79,85 % de participation.
- Élections législatives de 2012[6] : 59,15 % pour Valérie Fourneyron (PS), 40,85 % pour Cyrille Grenot (NC), 53,83 % de participation.
- Élections européennes de 2009[7] : 25,17 % pour Dominique Riquet (Majorité présidentielle), 22,62 % pour Hélène Flautre (Europe Écologie), 40,64 % de participation.

### Enjeux

#### Pour la droite
Pour la première fois depuis plusieurs années, deux listes de la droite et du centre-droit sont présentes au premier tour d'une élection. Pour la liste UMP-Modem conduite par Jean-François Bures, l'enjeu est d'arriver devant la liste conduite par le candidat UDI Patrick Chabert afin de marquer la force de la droite par rapport au centre traditionnel, Rouen ayant été dirigée exclusivement par des centristes entre 1945 et 1995 puis entre 2001 et 2008. À l'inverse, l'enjeu pour la liste UDI menée par Patrick Chabert est de confirmer la tendance centriste de la ville. Les chances de Patrick Chabert sont néanmoins minces, les résultats des élections depuis 2008 donnant à chaque fois le centre en dessous de 10 %.

#### Pour la gauche
Dans une ville où les écologistes sont habitués à de bons scores (européennes de 2009, cantonales de 2011), la liste citoyenne et écologiste emmenée par Jean-Michel Bérégovoy s'est fixé pour objectif d'arriver devant la liste socialiste au premier tour, afin de rassembler la gauche au second tour, non pas derrière le maire sortant Yvon Robert, mais derrière un écologiste.
L'enjeu pour le candidat Yvon Robert est d'être élu directement par les Rouennais (son mandat actuel de maire est dû au retrait de Valérie Fourneyron) après sa défaite en 2001 face à Pierre Albertini.

## Candidats au premier tour

### « Décidons Rouen » (EÉlV)
- Jean-Michel Bérégovoy (EELV)

### « Rouen, c'est vous! » (UMP – MoDem)
- Jean-François Bures (UMP)[8]

### « Avec tous ceux qui aiment Rouen » (UDI)
- Patrick Chabert (UDI)

### « Rouen Bleu marine » (FN)
- Guillaume Pennelle (FN)

### « Notre force, c'est Rouen » (PS – PCF – PRG)
- Yvon Robert (PS), maire sortant

### « Rouen: Place au Peuple » (Front de gauche)
- Raphaëlle Brangier (FG)

### « Rouen à gauche vraiment » (NPA)
- Clément Lefèvre (NPA)

### « Faire entendre le camp des travailleurs » (LO)
- Frédéric Podguszer (LO)

## Résultats
- Maire sortant : Yvon Robert (PS)
- 55 sièges à pourvoir (population légale 2011 : 111 553 habitants)

| Tête de liste                                          | Tête de liste         | Liste          | Premier tour | Premier tour | Second tour | Second tour | Sièges |  |
| Tête de liste                                          | Tête de liste         | Liste          | Voix         | %            | Voix        | %           | Sièges |  |
| ------------------------------------------------------ | --------------------- | -------------- | ------------ | ------------ | ----------- | ----------- | ------ |  |
|                                                        | Yvon Robert *         | PS-PCF         | 8 766        | 30,24        | 13 928      | 46,80       | 41     |  |
| Notre force c'est Rouen                                |                       |                | 8 766        | 30,24        | 13 928      | 46,80       | 41     |  |
|                                                        | Jean-Michel Bérégovoy | EELV           | 3 215        | 11,09        | 13 928      | 46,80       | 41     |  |
| Décidons Rouen                                         |                       |                | 3 215        | 11,09        | 13 928      | 46,80       | 41     |  |
|                                                        | Jean-François Bures   | UMP-MoDem      | 6 781        | 23,39        | 12 343      | 41,48       | 11     |  |
| Rouen c'est vous !                                     |                       |                | 6 781        | 23,39        | 12 343      | 41,48       | 11     |  |
|                                                        | Patrick Chabert       | UDI            | 3 948        | 13,62        | 12 343      | 41,48       | 11     |  |
| Avec tous ceux qui aiment Rouen                        |                       |                | 3 948        | 13,62        | 12 343      | 41,48       | 11     |  |
|                                                        | Guillaume Pennelle    | FN             | 3 878        | 13,38        | 3 485       | 11,71       | 3      |  |
| Rouen bleu Marine                                      |                       |                | 3 878        | 13,38        | 3 485       | 11,71       | 3      |  |
|                                                        | Raphaëlle Brangier    | FG             | 1 544        | 5,33         |             |             |        |  |
| Alternative à gauche. Place au peuple !                |                       |                | 1 544        | 5,33         |             |             |        |  |
|                                                        | Clément Lefèvre       | NPA            | 559          | 1,93         |             |             |        |  |
| Rouen à gauche vraiment                                |                       |                | 559          | 1,93         |             |             |        |  |
|                                                        | Frédéric Podguszer    | LO             | 299          | 1,03         |             |             |        |  |
| Lutte ouvrière faire entendre le camp des travailleurs |                       |                | 299          | 1,03         |             |             |        |  |
|                                                        |                       |                |              |              |             |             |        |  |
| Inscrits                                               | Inscrits              | Inscrits       | 56 724       | 100,00       | 56 725      | 100,00      |        |  |
| Abstentions                                            | Abstentions           | Abstentions    | 26 813       | 47,27        |             |             |        |  |
| Votants                                                | Votants               | Votants        | 29 911       | 52,73        | 31 009      |             |        |  |
| Blancs et nuls                                         | Blancs et nuls        | Blancs et nuls | 921          | 3,08         |             | 4,04        |        |  |
| Exprimés                                               | Exprimés              | Exprimés       | 28 990       | 96,92        |             |             |        |  |
| * Liste du maire sortant                               |                       |                |              |              |             |             |        |  |